# 筛花蟹蛛
筛花蟹蛛（学名：Xysticus cribratus）为蟹蛛科花蟹蛛属的动物。分布于欧洲以及中国大陆的新疆等地，常见于林间草丛。该物种的模式产地在欧洲。